# Promorulina nuda
Genre
Espèce
Synonymes
- Morulina nuda Cassagnau, 1955

Promorulina nuda, unique représentant du genre Promorulina, est une espèce de collemboles de la famille des Neanuridae.

## Distribution
Cette espèce est endémique d'Oregon aux États-Unis.

## Description
Promorulina nuda mesure de 4 à 5 mm.

## Publications originales
- Cassagnau, 1955 : Sur un essai de classification des Neanuridae holarctiques et sur quelques espèces de ce groupe (Collembola). Revue Française d'Entomologie, vol. 22, no 2, p. 134-163.
- Cassagnau, 1997 : New data on evolution and biogeography of Morulininae (Collembola: Neanuridae). Revue Suisse de Zoologie, vol. 104, no 4, p. 821-830 (texte intégral).